# Nation Awakes
Nation Awakes es una película paquistaní de ciencia ficción y superhéroes dirigida por Umair Nasir Ali, escrita y producida por Aamir Sajjad bajo la bandera de producción Aamir Sajjad Ventures. Aamir Sajjad estará interpretando el papel principal de la película.

## Reparto
- Aamir Sajjad como Rayed Aamir.
- Lorenza Veronica como Eve Greens.

## Producción
La película será producida por Aamir Sajjad en su estudio de producción Aamir Sajjad Ventures. El presupuesto de producción de la película será de alrededor de ₨ 200 millones (US$ 2.0 millones) a ₨ 2550 millones (US$ 25 millones). Nación Awakes será el primer largometraje de superhéroes de Pakistán. El compositor de la película es Sahir Ali Bagga y la cantante es Sara Raza Khan.

### Rodaje
'Nation Awakes será filmado en 12 países y cuenta con scripts en Inglés y Urdu. El casting de la película comenzó en abril de 2013 y el tráiler fue lanzado en junio.